# Haworthiopsis longiana
Haworthiopsis longiana, anteriormente Haworthia longiana, es una especie suculenta perteneciente a la familia Asphodelaceae. Es endémica de Sudáfrica. Se distribuye en Provincia Cabo Oriental.

## Descripción
Especie suculenta de crecimiento lento y muy longeva (20 años en su hábitat). Forma una roseta basal acaule, de unos 5 a 7 cm de diámetro, con numerosas hojas (hasta 30) erectas, estrechas y muy alargadas —pueden llegar a medir hasta 30 cm. De color verde claro hasta muy oscuro con la punta roja, y con pequeños tubérculos poco prominentes más claros y a veces blancos. Se reproduce desde la base, pero solamente cuando es adulta.
La inflorescencia es un tallo poco ramificado con flores crema tubulares y tépalos revolutos.

## Estado de conservación
Es una especie amenazada por pérdida de hábitat. El 50% de su área de crecimiento natural se ha dedicado al cultivo. Las tierras restantes se encuentran degradadas por el pastoreo.